# Sainte-Suzanne (Mayenne)
Sainte-Suzanne ist eine Ortschaft und eine Commune déléguée in der französischen Gemeinde Sainte-Suzanne-et-Chammes mit 837 Einwohnern (Stand 1. Januar 2022) im Département Mayenne in der Region Pays de la Loire.
Sainte-Suzanne ist seit 2010 als eines der Plus beaux villages de France (schönste Dörfer Frankreichs) klassifiziert.

## Geografie

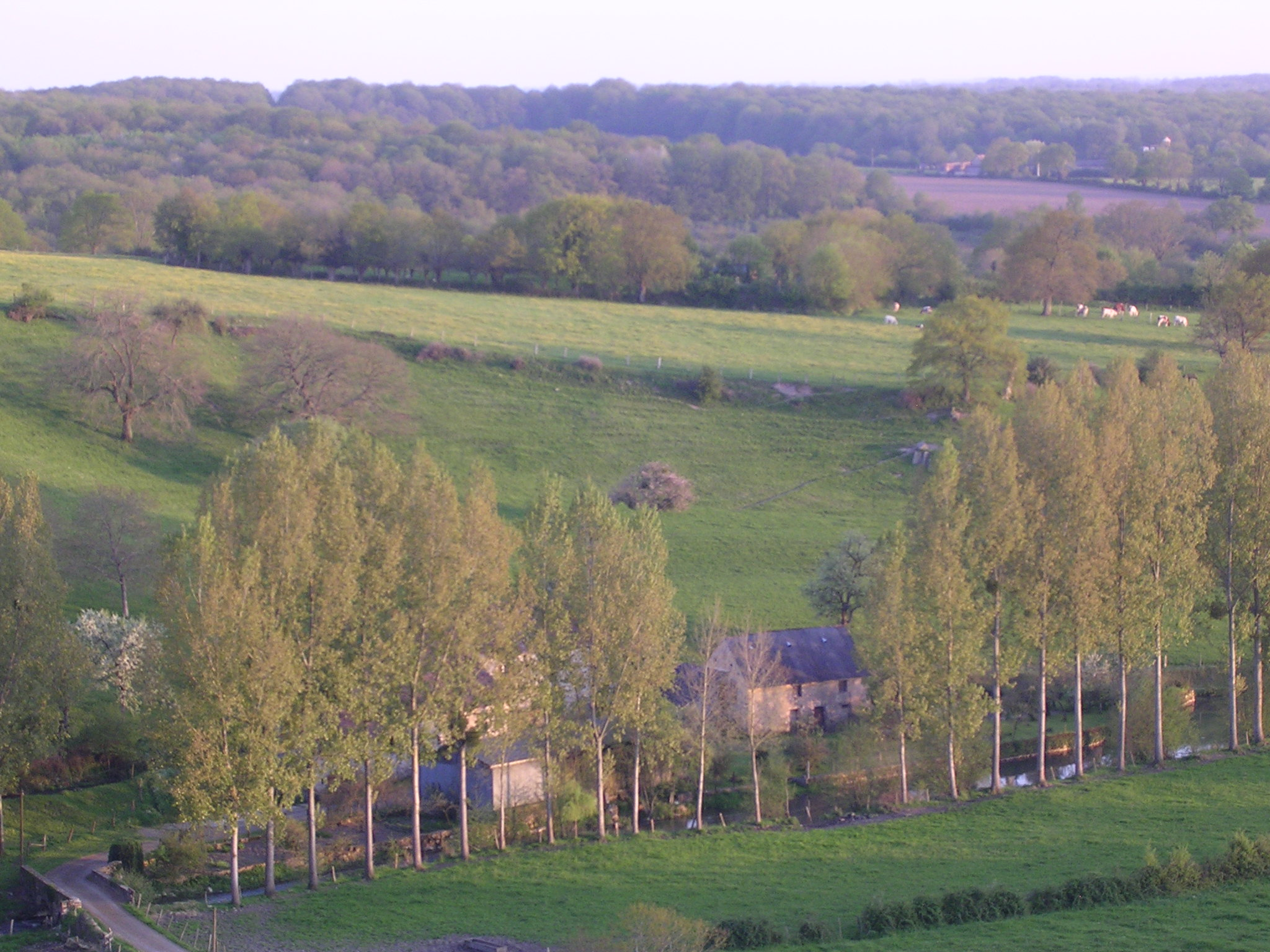
Die Erve und der forêt de la Charnie im Hintergrund

Auf halbem Weg zwischen Laval und Le Mans ist Sainte-Suzanne ein alter, befestigter Ort aus dem 11. Jahrhundert, gelegen auf einer felsigen Erhebung in Form eines Dreiecks, 70 Meter über dem Lauf des Flusses Erve.
Am Fuße der Stadtmauer bietet der Spazierweg Promenade de la Poterne einen wunderbaren Ausblick: im Süden gegen den Wald fôret de Charnie und gegen die Anjou, im Norden auf die Hügel von Coëvrons. Sainte-Suzanne gilt als Perle des Départements Mayenne und als eine der schönsten Sehenswürdigkeiten Westfrankreichs.

## Geschichte
- 1083–1086: Belagerung von Sainte-Suzanne durch Wilhelm den Eroberer.
- 1422: der Oberbefehlshaber von Sainte-Suzanne ist Ambroise de Loré, Heerbegleiter von Jeanne d’Arc.
- 1425–1439: Sainte-Suzanne wird von den Engländern erobert. Der englische Oberbefehlshaber ist John Fastolf, Vorlage für Shakespeares Falstaff.
- 1589: Angriff durch den Herzog von Mercœur, Armeebefehlshaber der Katholischen Liga gegen das Königtum (Heinrich der IV. hatte damals die Herrschaft über Sainte-Suzanne).
- 1604: Guillaume Fouquet de la Varenne kauft der Königin La reine Margot die Baronie Sainte-Suzanne ab und erbaut 1608 das Hauptgebäude des Schlosses. Fouquet war der erste Kontrolleur der öffentlichen Post in Frankreich und Gouverneur der Provinz Anjou.
- 1661: König Ludwig der XIV. unterstützt den örtlichen Handel und gesteht der Stadt Sainte-Suzanne in einem Erlass sechs Jahrmärkte zu.
- 1725: Gründung eines Salzspeichers. Im 18. Jahrhundert ist Sainte-Suzanne durch zahlreiche Getreide-, Tuch- und Papiermühlen sowie zwei bekannte Spielkartenfabriken ein wirtschaftlich lebendiger Marktflecken.
- 1884: Sainte-Suzanne erhält sein heutiges Aussehen durch den Durchbruch der rue de la cité und den Bau eines neuen Rathauses, wo früher die Markthalle stand.
- 1967: Sulzheim (Rheinhessen) wird Partnergemeinde des Kantons Sainte-Suzanne.
- 1999–2008: das Département Mayenne kauft und renoviert das Schloss.

Die Gemeinde Sainte-Suzanne wurde am 1. Januar 2016 mit Chammes zur Commune nouvelle Sainte-Suzanne-et-Chammes zusammengeschlossen. Sie gehörte zum Arrondissement Laval und war Hauptort des gleichnamigen Kantons Sainte-Suzanne.

## Bauwerke
- Der etwa 6000 Jahre alte Dolmen des Erves ist eines der ältesten und bekanntesten megalithischen Denkmäler des Départements Mayenne.
- Die „Glasgebrannte Mauer“ (keltischer Ursprung), Stadtmauer, ehemalige Fallbrücke und Warte aus dem 11. Jahrhundert
- Das Lager der Engländer oder Camp de Beugy 11. Jahrhundert. Lager von Wilhelm der Eroberer (1083–1086). Dieses außergewöhnliche Denkmal ist dank seinem guterhaltenen Zustand ein seltener Zeuge zur Bauform der Erdwälle.
- Die Burg und die mittelalterliche Altstadt.
- Das Renaissance-Schloss von Fouquet de la Varenne (erbaut 1604–1608)
- Das Gerichtssaalsmuseum Musée de l’auditoire unter dem Motto „Sainte-Suzanne, 3000 Jahre Geschichte“
- Die Kirche von Sainte-Suzanne, Anfang 16. Jahrhundert; Wiederaufbau am Ende 19. Jahrhundert
- Die ehemalige Mühle am Fluss Erve.

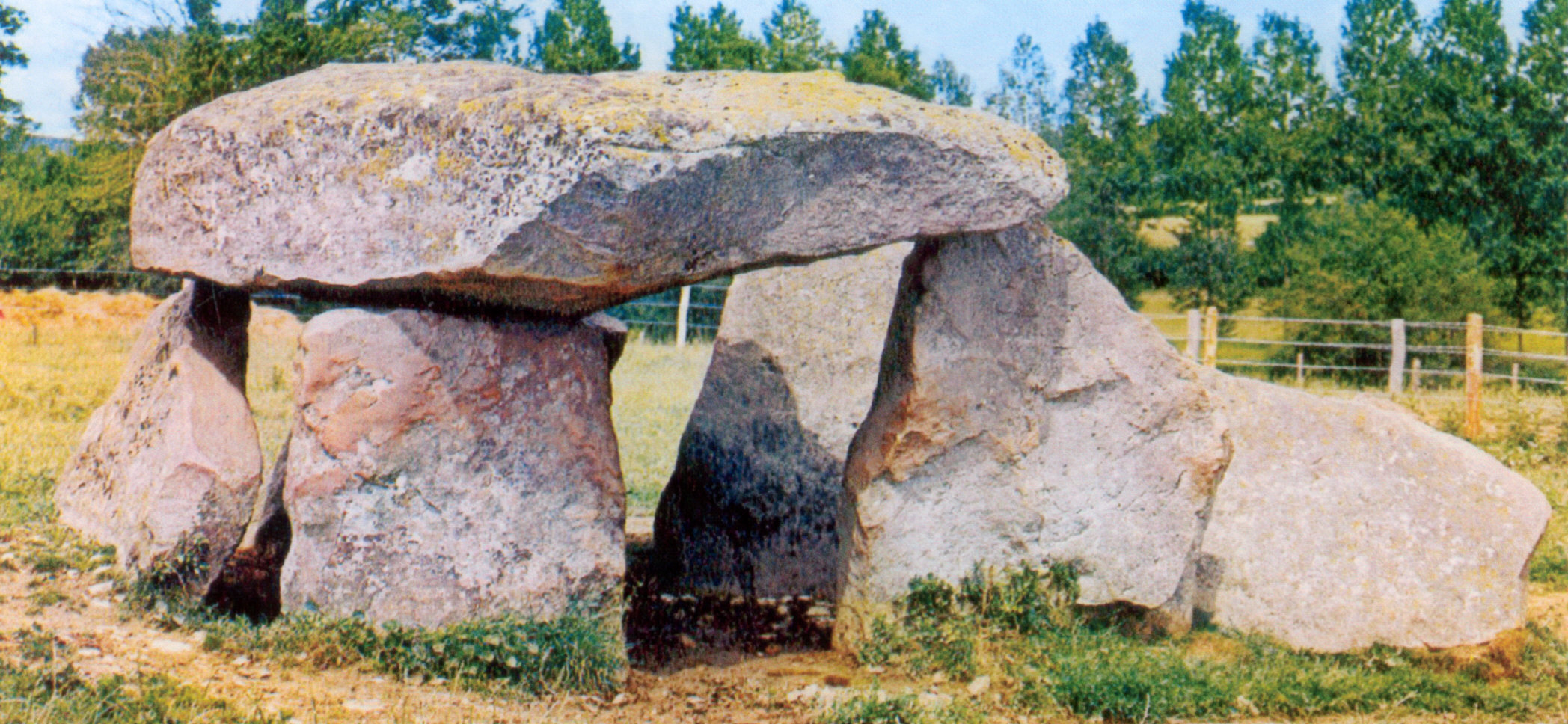
Dolmen des Erves
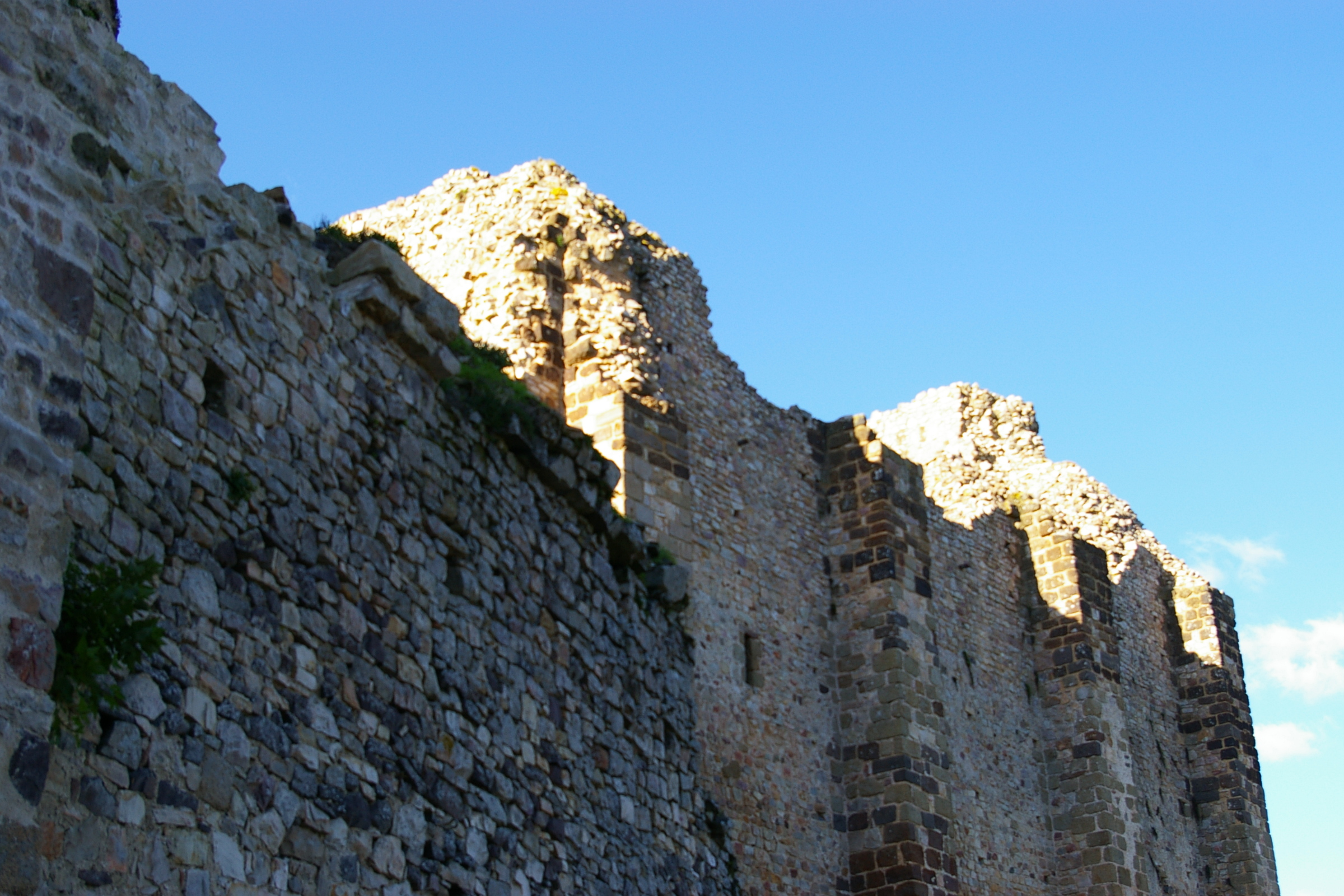
Warte
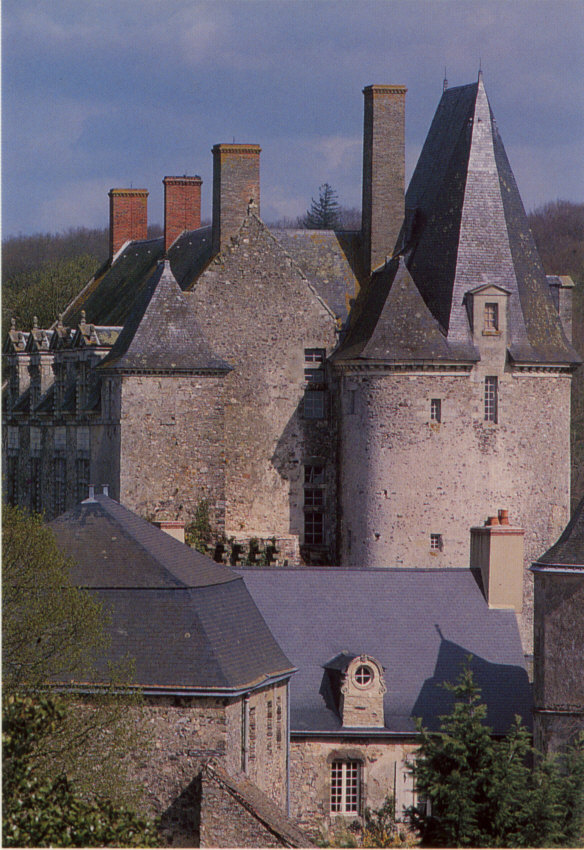
Schloss
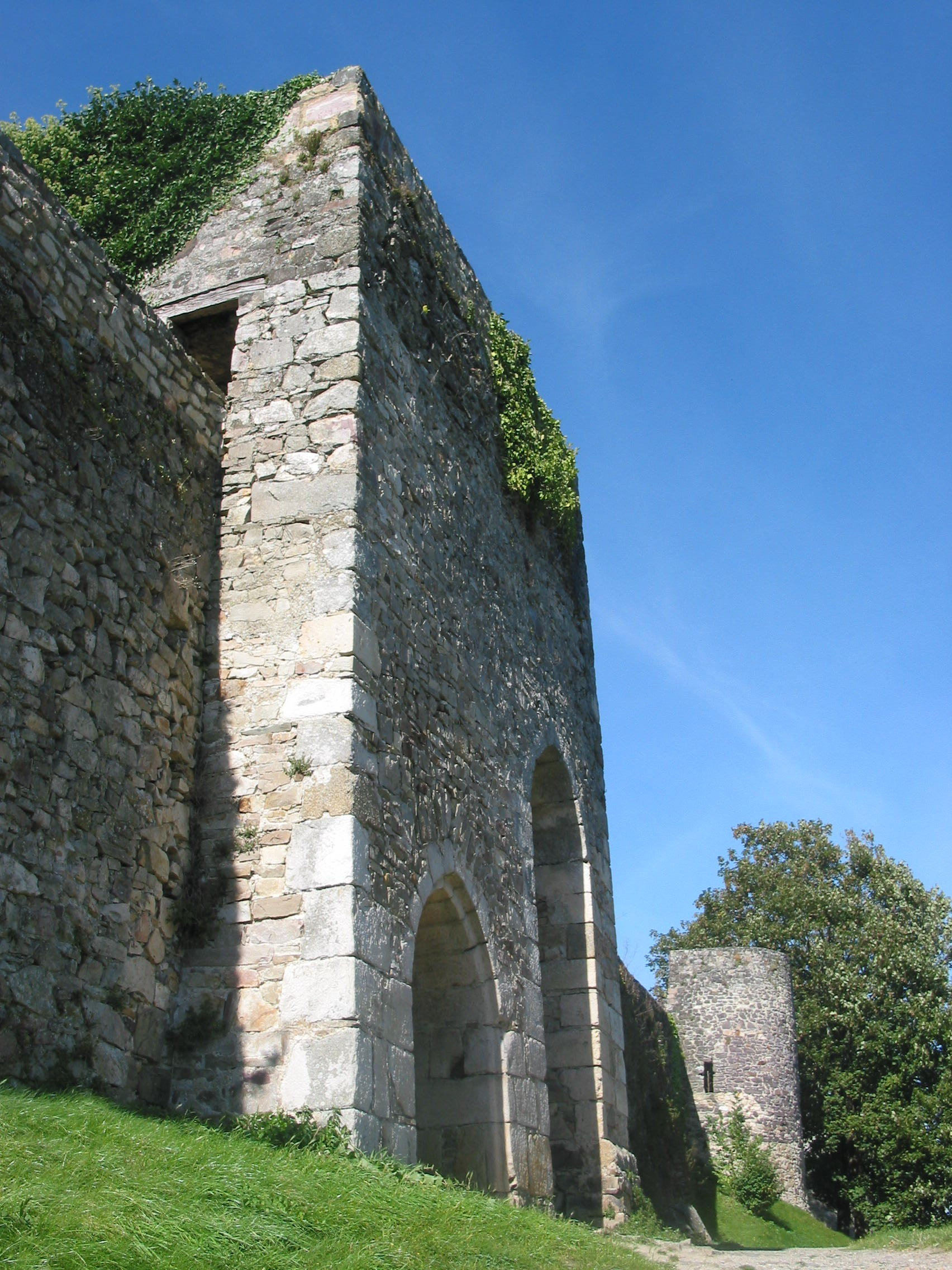
Das „Eisentor“ (Porte de fer)

## Bevölkerungsentwicklung
| 1962 | 1968 | 1975 | 1982 | 1990 | 1999  | 2007 | 2017 |
| ---- | ---- | ---- | ---- | ---- | ----- | ---- | ---- |
| 901  | 888  | 853  | 925  | 935  | 1.020 | 959  | 966  |

## Partnergemeinde

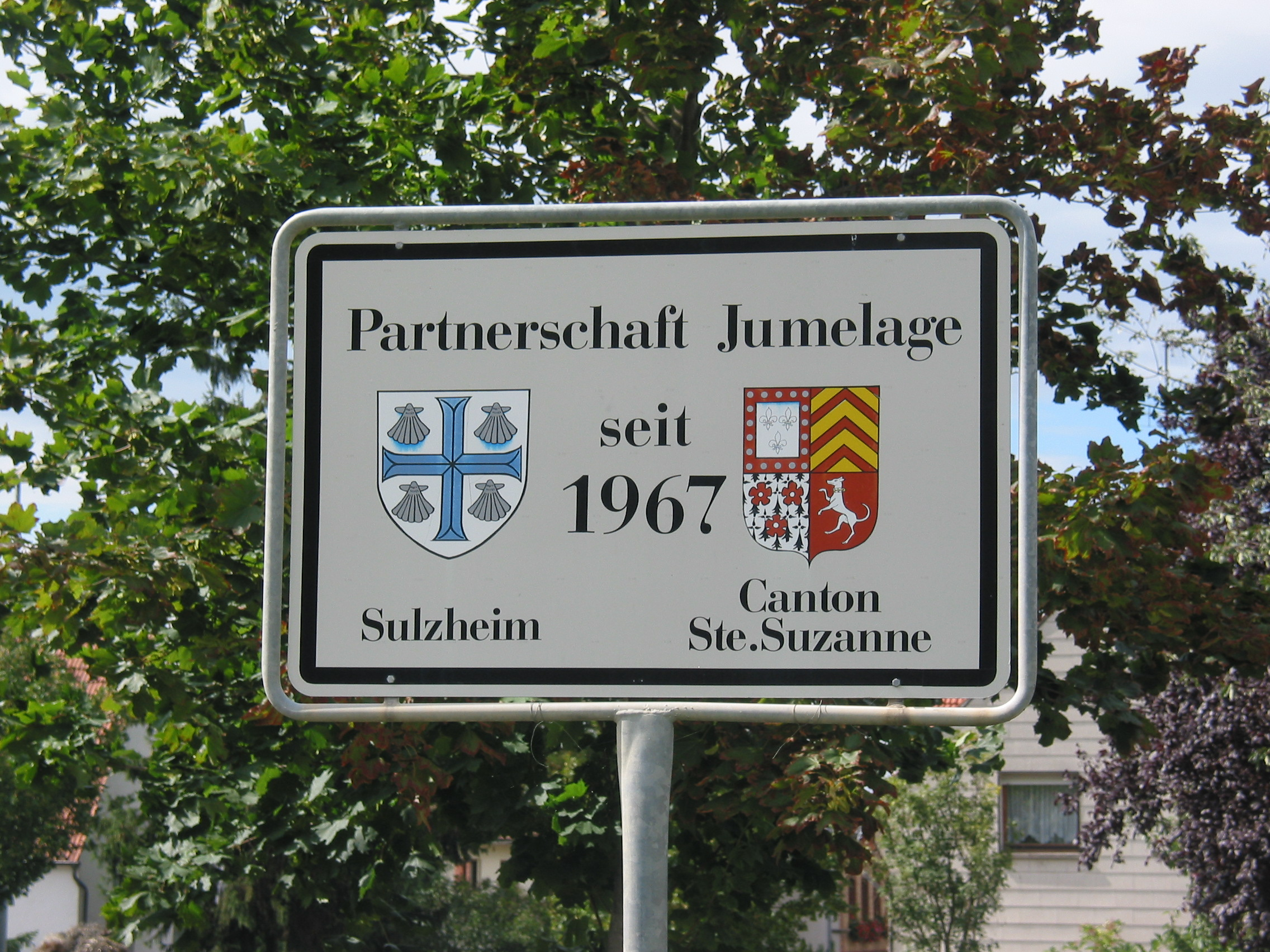
Partnerschaftsschild

- Sulzheim, Rheinland-Pfalz (Deutschland, seit 1967)